# Lista över fornlämningar i Strömstads kommun (Lommeland)
Lista över fornlämningar i Strömstads kommun (Lommeland) är en förteckning av ett urval av de fornlämningar som finns i Lommeland i Strömstads kommun.
| Namn            | Lämningstyp    | Tillkomsttid | Historisk indelning | Plats | Läge                 | ID-nr          | Bild                                 |
| --------------- | -------------- | ------------ | ------------------- | ----- | -------------------- | -------------- | ------------------------------------ |
| Lommeland 7:1   | Röse           |              | Lommeland, Bohuslän |       | 59.107941, 11.337857 | 10157100070001 | Ladda upp en bild av detta fornminne |
| Lommeland 7:2   | Röse           |              | Lommeland, Bohuslän |       | 59.108085, 11.337875 | 10157100070002 | Ladda upp en bild av detta fornminne |
| Lommeland 15:1  | Stensättning   |              | Lommeland, Bohuslän |       | 59.078298, 11.336258 | 10157100150001 | Ladda upp en bild av detta fornminne |
| Lommeland 16:1  | Stensättning   |              | Lommeland, Bohuslän |       | 59.077726, 11.335848 | 10157100160001 | Ladda upp en bild av detta fornminne |
| Lommeland 18:1  | Stenkammargrav |              | Lommeland, Bohuslän |       | 59.051250, 11.310295 | 10157100180001 | Ladda upp en bild av detta fornminne |
| Lommeland 24:1  | Gravfält       |              | Lommeland, Bohuslän |       | 59.057020, 11.344602 | 10157100240001 | Ladda upp en bild av detta fornminne |
| Lommeland 51:1  | Hällristning   |              | Lommeland, Bohuslän |       | 59.060373, 11.329748 | 10157100510001 | Ladda upp en bild av detta fornminne |
| Lommeland 51:2  | Hällristning   |              | Lommeland, Bohuslän |       | 59.060330, 11.329544 | 10157100510002 | Ladda upp en bild av detta fornminne |
| Lommeland 51:3  | Hällristning   |              | Lommeland, Bohuslän |       | 59.060476, 11.329776 | 10157100510003 | Ladda upp en bild av detta fornminne |
| Lommeland 52:1  | Hällristning   |              | Lommeland, Bohuslän |       | 59.058910, 11.348410 | 10157100520001 | Ladda upp en bild av detta fornminne |
| Lommeland 53:1  | Hällristning   |              | Lommeland, Bohuslän |       | 59.056255, 11.336986 | 10157100530001 | Ladda upp en bild av detta fornminne |
| Lommeland 53:2  | Hällristning   |              | Lommeland, Bohuslän |       | 59.056392, 11.336793 | 10157100530002 | Ladda upp en bild av detta fornminne |
| Lommeland 53:3  | Hällristning   |              | Lommeland, Bohuslän |       | 59.056228, 11.336745 | 10157100530003 | Ladda upp en bild av detta fornminne |
| Lommeland 53:4  | Hällristning   |              | Lommeland, Bohuslän |       | 59.056417, 11.336510 | 10157100530004 | Ladda upp en bild av detta fornminne |
| Lommeland 54:1  | Hällristning   |              | Lommeland, Bohuslän |       | 59.056553, 11.342918 | 10157100540001 | Ladda upp en bild av detta fornminne |
| Lommeland 54:2  | Hällristning   |              | Lommeland, Bohuslän |       | 59.056598, 11.342667 | 10157100540002 | Ladda upp en bild av detta fornminne |
| Lommeland 56:1  | Hällristning   |              | Lommeland, Bohuslän |       | 59.053196, 11.341982 | 10157100560001 | Ladda upp en bild av detta fornminne |
| Lommeland 56:2  | Hällristning   |              | Lommeland, Bohuslän |       | 59.053308, 11.341858 | 10157100560002 | Ladda upp en bild av detta fornminne |
| Lommeland 57:1  | Hällristning   |              | Lommeland, Bohuslän |       | 59.061933, 11.315554 | 10157100570001 | Ladda upp en bild av detta fornminne |
| Lommeland 58:1  | Hällristning   |              | Lommeland, Bohuslän |       | 59.056324, 11.337806 | 10157100580001 | Ladda upp en bild av detta fornminne |
| Lommeland 59:1  | Hällristning   |              | Lommeland, Bohuslän |       | 59.057797, 11.338625 | 10157100590001 | Ladda upp en bild av detta fornminne |
| Lommeland 104:1 | Hällristning   |              | Lommeland, Bohuslän |       | 59.047259, 11.315107 | 10157101040001 | Ladda upp en bild av detta fornminne |
| Lommeland 104:2 | Hällristning   |              | Lommeland, Bohuslän |       | 59.047051, 11.315503 | 10157101040002 | Ladda upp en bild av detta fornminne |
| Lommeland 109:1 | Stensättning   |              | Lommeland, Bohuslän |       | 59.068048, 11.310312 | 10157101090001 | Ladda upp en bild av detta fornminne |
| Lommeland 113:1 | Röse           |              | Lommeland, Bohuslän |       | 59.079837, 11.329965 | 10157101130001 | Ladda upp en bild av detta fornminne |
| Lommeland 116:1 | Röse           |              | Lommeland, Bohuslän |       | 59.068049, 11.383522 | 10157101160001 | Ladda upp en bild av detta fornminne |
| Lommeland 122:1 | Hög            |              | Lommeland, Bohuslän |       | 59.056523, 11.343306 | 10157101220001 | Ladda upp en bild av detta fornminne |
| Lommeland 122:2 | Hög            |              | Lommeland, Bohuslän |       | 59.056406, 11.343549 | 10157101220002 | Ladda upp en bild av detta fornminne |
| Lommeland 122:3 | Hög            |              | Lommeland, Bohuslän |       | 59.056534, 11.343619 | 10157101220003 | Ladda upp en bild av detta fornminne |
| Lommeland 129:1 | Stensättning   |              | Lommeland, Bohuslän |       | 59.059142, 11.302409 | 10157101290001 | Ladda upp en bild av detta fornminne |
| Lommeland 131:1 | Stensättning   |              | Lommeland, Bohuslän |       | 59.057522, 11.347779 | 10157101310001 | Ladda upp en bild av detta fornminne |